# جوسابيث سجوبيرج

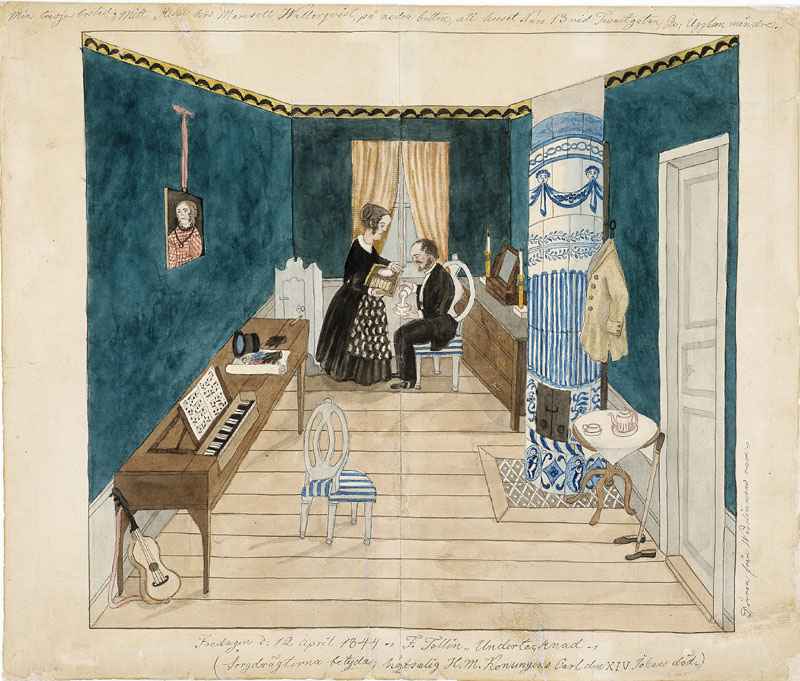
جوسابيث مع فرنارد تولين (منتصف 1840)

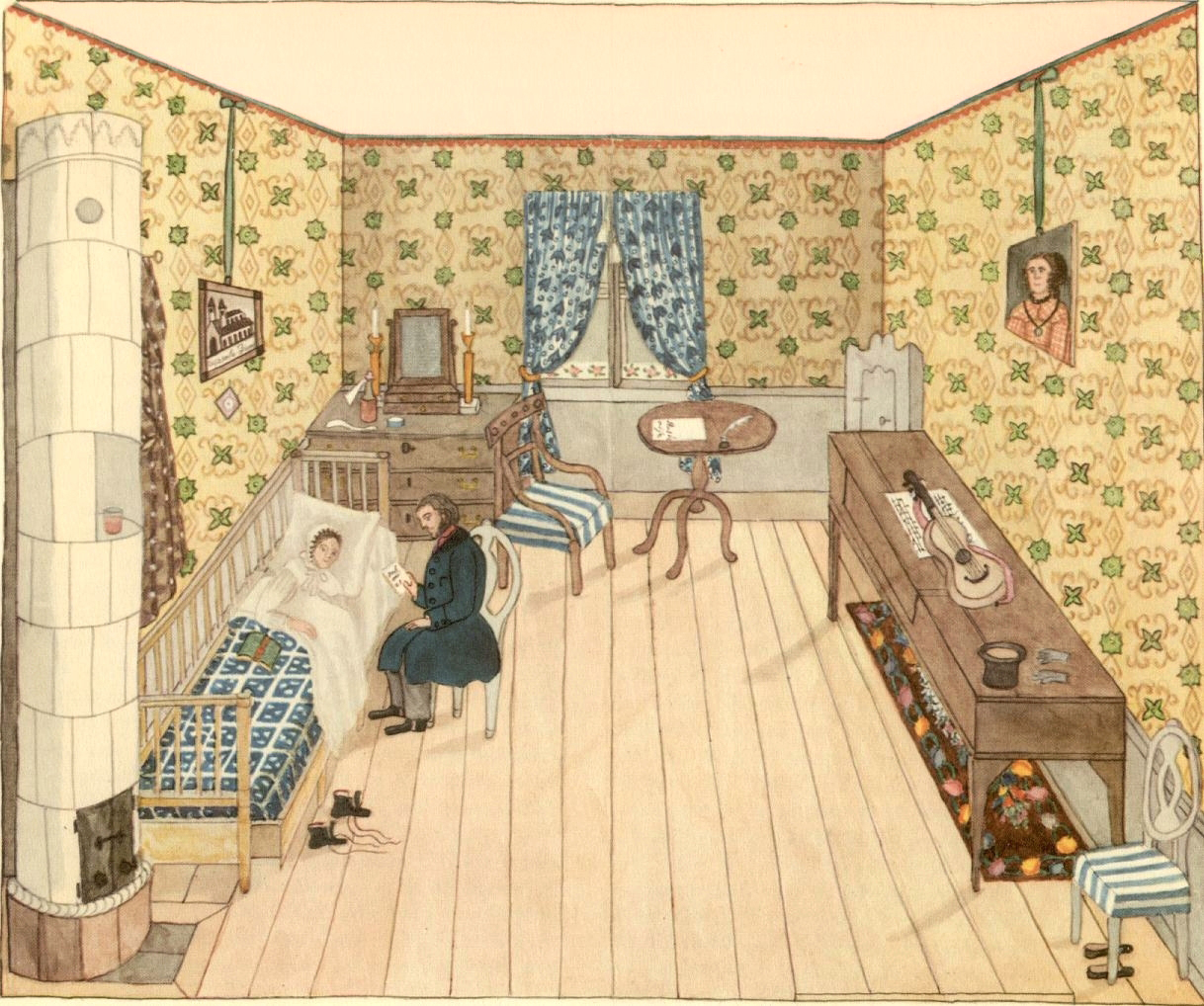
جوسابيث مع الطبيب ليفين (1870)

جوسابيث فريدريكا بولينا سجوبيرج (بالسويدية: Josabeth Sjöberg)‏ (30 يونيو 1812 - 29 ديسمبر 1882) رسامة سويدية ومعلمة موسيقى. اشتهرت بالصور الداخلية التي صنعتها من منازلها الإثني عشر المتعاقبة في سودرمالم، حيث قضت معظم حياتها. أنتجت أيضا سلسلة من التصميمات الداخلية من الكنائس ودور التقاعد للنساء.

## السيرة الشخصية
ولدت شوبيرج في ستوكهولم بالسويد. وانحدرت من عائلة في الرتب العليا للبرجوازية. كانت والدتها يوهانا فريدريكا ويبرغسون (1771-1831) ممثلة ومغنية قضت معظم وقتها في القراءة. أما والدها، نيلز سجوبيرج. فكان مستشارًا في الإدارة الملكية للجيش الملكي السويدية ( Krigskollegium ) ، على الرغم من أنه قد كان موهوبًا بالموسيقى أيضًا. توفيت والدتها يوهانا عندما بلغت جوسابيث الثامنة عشر من عمرها، ثم ما لبث أن تبعها نيلز، والدها، بعد عامين، وتركاها دون وسيلة دعم. ونتيجة لذلك أصبح شقيقها الأكبر نيلز، الذي كان متدربًا في برنامج البناء المحترف، الوصي عليها. تقاسما شقة مع أرملة حتى تزوجت، ثم عاشت جوزيف لوحدها.
في ذلك الوقت، كان من الشائع أن تحصل الشابات من هذه الطبقة الاجتماعية على دروس الموسيقى والرسم. يبدو أنها دربت نفسها بنفسها. كانت تعيش بشكل مقتصد وتتنقل بشكل متكرر، وكانت قادرة على إعالة نفسها من خلال تقديم الرسوم التوضيحية من حين لآخر للناشر، سيغفيرد فلودين (1827 - 1909) ، وإعطاء دروس الموسيقى للإيتار والبيانو. ربما أيضا قد تكون عملت كمربية أطفال. لم يؤثر حصولها على الميراث في ستينيات القرن التاسع عشر الكثير في تغيير نمط حياتها، على الرغم من أن التغيير في أسلوبها في الرسم يشير إلى أنها ربما استخدمت بعض الأموال في لأخذ بعض الدروس.
لا يُعرف سوى القليل عن حياتها الاجتماعية، رغم أنه يُفترض أنها ظلت على اتصال بشقيقتيها، صوفيا وإميليا، وأصدقائها في طفولتها. ربما كانت فرديناند تولين (1807-1865) ، الفنانة التي كانت صديقة للعائلة، هي التي اقترحت أن تعمل بالرسم. تتذكر إحدى بنات أختها زيارات «المامسيل» سيوبيرج (كما كانت معروفة) وتتذكرها دائمًا وهي ترتدي قبعة سوداء كبيرة وتحمل صندوقًا من الألوان المائية . وقيل إنها كانت خرقاء للغاية وكانت في حالة صحية سيئة. أحد لوحاتها المائية تظهرها وهي تتلقى رعاية طبية من الدكتور كنوت فابيان ليفين (1818-1888) بسبب احتمال حدوث ورم في الثدي.
قبل وقت قصير من وفاتها في ستوكهولم خلال عام 1882، أصبحت مريضة لدرجة أنها انتقلت إلى ملجأ وتمريض منزلي معروفة باسم Grubbens في كونجشولمين . بعد وفاتها، انتقلت لوحاتها إلى عائلة صديق، على ما يبدو حسب وصيتها. وبحلول الثلاثينيات من القرن العشرين، أصبحت لأعمالها مشتتة، ولكن تم جمعها من قبل متحف مدينة ستوكهولم في عام 1936 وعرضت عدة مرات في المعارض الفنية، بما في ذلك اليوبيل الـ 700 عام لمدينة ستوكهولم.
على الرغم من السذاجة التقنية لأعمالها، فقد تم استخدامها على نطاق واسع لتوضيح الأفكار في الكتب والمقالات عن ثقافة القرن التاسع عشر في ستوكهولم. في عام 1968 ، تم تسمية أحد الأدرج العامة المشهورة في سودرمالم بإسمها.

## روابط خارجية
- السيرة الذاتية @ و Svenskt Kvinnobiografiskt Lexikon
- السيرة الذاتية ل @ Svenskt Biografiskt Lexikon